# Cameraria bauhiniae
Cameraria bauhiniae là một loài bướm đêm thuộc họ Gracillariidae. Nó được tìm thấy ở Ấn Độ (West Bengal, Maharashtra, Karnataka).
Sải cánh dài 5.3-5.9 mm. Ấu trùng ăn Bauhinia acuminata và Bauhinia purpurea. Chúng ăn lá nơi chúng làm tổ.